# Фабий Феликс Пассифил Паулин
Фабий Феликс Пассифил Паулин (лат. Fabius Felix Passifilus Paulinus) — политический деятель раннего Средневековья (V век) при короле Одоакре.
Известен из ряда надписей: в амфитеатре Флавиев, на бронзовых табличках и т. п.
По-видимому, потомок Фабия Пасифила (политический деятель времён Феодосия)
Был префектом Рима не позднее 483 года, vir clarissimus et illustris.